# Internet Explorer Mobile
O Internet Explorer Mobile (anteriormente chamado de Pocket Internet Explorer, abreviado para IE Mobile) é um browser móvel desenvolvido pela Microsoft, baseado em versões do mecanismo de layout Trident. IE Mobile vem instalado por padrão no Windows Phone e Windows CE.
A atual versão do Internet Explorer Mobile é baseado na versão para desktop do Internet Explorer , no entanto, versões mais antigas, as chamadas Pocket Internet Explorer, não são baseados no mesmo mecanismo de layout.

## Recursos
A última versão do Internet Explorer Mobile inclui navegação por abas. O suporte a gestos, multi-touch e incluindo o recurso zoom para o navegador. Bing Search é totalmente integrado com o Internet Explorer Mobile. IE podem exibir websites móveis, tanto em "versão móvel" ou em "versão" desktop".

## Plataformas
Internet Explorer Mobile já está disponível para plataformas Windows CE (Este possui mais recursos do que as outras plataformas), Windows Phone , Windows Mobile e Zune HD. A versão anterior, o Internet Explorer Mobile 6, incluído com o Windows Mobile 6.5 e Zune HD é baseado no motor de renderização Trident do IE 6 com diversas melhorias. A mais recente versão, o Internet Explorer Mobile 7, é baseada no motor Trident de renderização do IE 7 com melhorias realizadas para a versão doTrident do IE 8 e está incluído no Windows Phone e Windows CE .

## Histórico das versões

### Pocket Internet Explorer

#### Pocket Internet Explorer 1
Pocket Internet Explorer foi introduzido no Windows CE 1.0, lançado em novembro de 1996. Ele não deriva do código do Internet Explorer e foi escrito a partir do zero para ser tão leve quanto possível. Pocket 1.1 foi liberado mais tarde adicionando suporte aos cookies, HTTPS e SSL.

#### Pocket Internet Explorer 2
Pocket Internet Explorer 2, lançado em setembro de 1997, com Windows CE 2.0, adicionou diversas características novas: navegação offline, redimensionamento de imagens para se ajustar à tela e suporte melhorado para HTML, incluindo conjuntos de quadros e tabelas.

#### Pocket Internet Explorer 3
Pocket Internet Explorer 3, lançado em Julho de 1998 com o Windows CE 2.10, adicionou suporte para JScript e vários protocolos de segurança.

#### Pocket Internet Explorer 4
Pocket Internet Explorer 4 foi a primeira a suportar ActiveX, CSS, VBScript, bem como estender o suporte adicional para recursos avançados como HTTPS e HTML. Versão Pocket 2002 para PC trouxe suporte limitado para DHTML e XML e também a capacidade de navegar em sites WAP (uma característica que não está presente no Internet Explorer para PC), Internet Explorer 6.0 adicionou suporte a IFrames. O browser suporta FTP, XSLT, cookies e GIFs animados entre outras funcionalidades.

### Internet Explorer Mobile

#### Internet Explorer Mobile 6
Em 8 de julho de 2008 na reunião anual da Microsoft Worldwide Partner Conference, a Microsoft anunciou o Internet Explorer Mobile 6 para a sua próxima versão do Windows Mobile. Andy Lees, vice-presidente da Microsoft para negócios de comunicações móveis, disse que o Internet Explorer Mobile 6 ia ser uma versão completa do Internet Explorer 6 no Windows Mobile.
Internet Explorer Mobile 6 foi lançado como parte do Windows Mobile 6.5. As novas funcionalidades incluem o reforço Javascript e suporte AJAX (Jscript v5.7 do Internet Explorer 8) e suporte para Adobe Flash Lite 3.1. O navegador também possui uma interface de usuário redesenhada. Qualidade geral e velocidade também foram melhorados com esta versão; No entanto, segundo Gizmodo e Engadget o navegador não renderiza as páginas, assim como faz o Opera Mobile e navegadores baseados em Webkit .

#### Internet Explorer Mobile 7
Em 15 de fevereiro de 2010 a Microsoft revelou a sua próxima geração de sistema operacional móvel, o Windows Phone 7. Com ele, veio uma nova versão do navegador Internet Explorer Mobile. Até agora, os novos recursos para o navegador inclui suporte multi-toque e gesto, navegação por abas, uma nova interface, botão zoom, animações e um motor de renderização híbrido das versões para desktop do Internet Explorer 7 e Internet Explorer 8. Uma característica exclusiva desta versão do IE Mobile para Windows Phone 7 é que, a Microsoft pode automaticamente atualizar o mecanismo de layout e adicionar novos recursos, independentemente do Windows Phone Update no novo sistema Windows Phone 7. De acordo com o Engadget e Gizmodo , a velocidade de renderização e a qualidade melhoraram significativamente e agora está de igual para igual com os concorrentes de navegadores para dispositivos móveis baseados no WebKit.

#### Internet Explorer Mobile 9
No Mobile World Congress 2011 em fevereiro de 2011, a Microsoft anunciou uma grande atualização para o Internet Explorer Mobile baseada no motor de renderização do Internet Explorer 9 . Internet Explorer Mobile 9, como suas contrapartes com  aversão para desktop, possui recursos de aceleração de hardware completo. A Microsoft mostra demos de suporte ao HTML5, incluindo FishIE Tank, no navegador. A segurança também foi aprimorada com o recurso de Filtro do SmartScreen.